# Rotschild Klára
Rotschild Klára (Budapest, 1903. február 22. – Budapest, 1976. november 13.) az egyik legismertebb és legsikeresebb magyar divattervező. 1934-től 1949 decemberéig a Deák tér 3. szám alatti G. Rotschild Klára ruhaszalon tulajdonosa, majd 1956-tól a Váci utca 12.-ben megnyílt állami Különlegességi Női Ruhaszalon művészeti vezetője volt.

## Élete
Rotschild Klára 1903. február 22-én született a pesti Váci utcában, Rotschild Ábrahám zsidó szabómester és Spirer Regina, szintén izraelita szabásznő harmadik lánygyermekeként. A szülők ekkor a Koronaherceg (a mai Petőfi Sándor) utcában vittek forgalmas női szalont. Klára nővéreivel, Erzsébettel és Rózával, majd később Margit húgával együtt a szabászasztal mellett nevelkedett, majd ahogy serdült, egyre több feladatot vállalt a családi üzletben.
A 20. század harmincas éveiben az egész világból Párizsba zarándokoltak a kereskedők, ügynökök és szalontulajdonosok, hogy megnézzék a francia divatházak kínálatát, és vázlatok vagy eredeti modellek formájában elhozzák vagy lemásolják a vevőkörük ízlésének megfelelő kollekciót. Párizsi útjaira felnőtt korában Rotschild Klára is elkísérte édesapját és mostohaanyját, így kisgyerekkorától fokozatosan kitanulta a divatszakma minden fortélyát. Amikor 1916-ban szülei elváltak, édesanyja a középréteget megcélozva vitte tovább külön a Váci utca 69.-ben a ruhaüzletet, míg apja, miután feleségül vette Paulát, a legjobb szabásznőjét, továbbra is az előkelőbb hölgyvendégeket udvarolta körül elit szabóságával. A fiatal Rotschild Klára pedig, noha mindössze hat osztályt végzett el, és nyelveket sem igen beszélt, kiváló direktriszként dolgozott apja szalonjában. Fogadta a kuncsaftokat, ellenőrizte a könyvelést, intézte a számlákat.
Egy alkalommal Somogyi Pál Károly hírhedt aranyifjút is felkereste lakásán, hogy megkérje: fizesse ki esedékes váltóit, amelyeket színésznő szerelmének ruháira állított ki. Somogyi azonban ahelyett, hogy rendezte volna adósságát, erősen megrázta, sértegette, és kidobta a Rotschild lányt a lakásból. Klára a férfi durvaságától testileg is megsérült, de lelkileg még jobban összetörte az eset. Nagy adag altatóval próbált meg véget vetni életének. Ezután hetekig tartó pszichiátriai kezelésben részesült, majd miután felépült, kártérítési pert indított Somogyi ellen, melyről a sajtó is tudósított. 1931-ben házasságot kötött Glücksthal Pál utazóügynökkel, aki selymekkel és szövetekkel kereskedett. A botrány és a neki megítélt kártérítési összeg nagyban hozzájárult ahhoz, hogy 1934-ben Glücksthal Pálné, alias Rotschild Klára megnyithatta önálló üzletét a Deák Ferenc tér 3. sz. félemeletén. A belvárosi üzlet, a szülők mellett szerzett tapasztalat és a botránynak köszönhető hírnév alkották karrierjének alapjait. Mindez azonban nem lett volna elég ahhoz, hogy a szalon megnyitása után alig egy évvel látványosan felülmúlja édesapja üzletének forgalmát. A sikerhez hozzájárult remek kapcsolatteremtő képessége is.

## Rotschild Klára a divatban

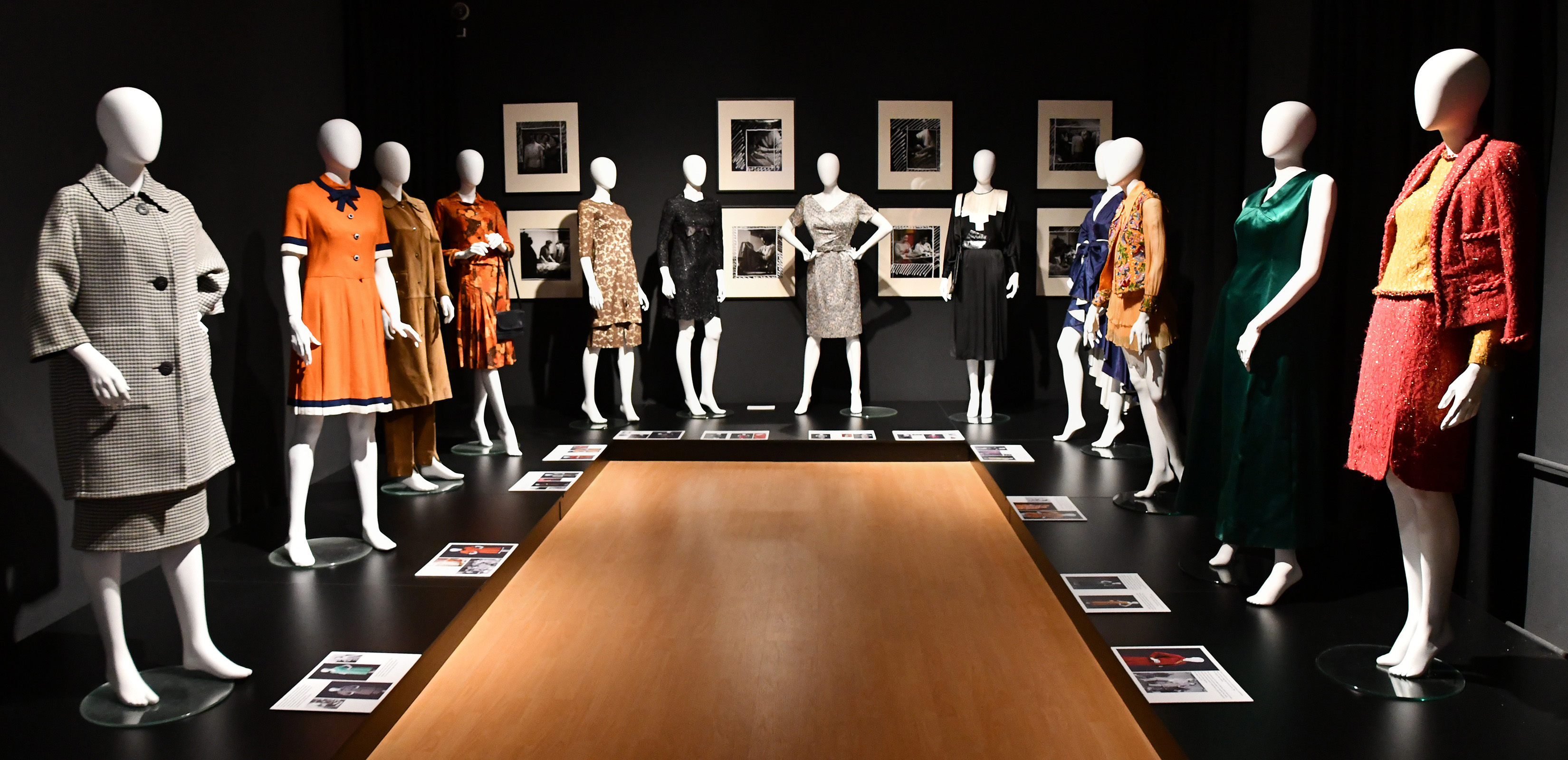
A „Rotschild Klára, divatkirálynő a vasfüggöny mögött” című kiállítás részlete a szegedi Fekete házban 2021-ben

Rotschild Klára kivételes érzékkel talált rá szalonjának arisztokrata arcára, gróf Edelsheim-Gyulai Lipótnéra, aki amellett, hogy az előkelő társasági élet központi alakja volt, négy eladósorba kerülő lánnyal (Sya, Ilona, Maritta és Éva) is büszkélkedett. Mindegyikük Rotschild-ruhában ment férjhez. A fényűző esküvők hozták magukkal a jómódú rokonságot, a szalon pedig egyre híresebb lett. A menyegzők közül kiemelkedik a Horthy-kor álompárjának, Edelsheim-Gyulai Ilona grófnő és Horthy István 1940-ben tartott esküvője, amikor is Rotschild Klára személyesen igazította a kormányzó fiának választottjára a saját tervezésű toalettet.
A harmincas évek második felétől a fiatal szalon világhíres megrendelőkkel büszkélkedhetett, többek között az ismert francia ékszerész, Louis Joseph Cartier felesége, gróf Almássy Jacqueline és Faruk egyiptomi király édesanyja, Nazli és leányai is jártak hozzá vásárolni. 1937-ben, amikor az olasz király Budapestre látogatott, az arisztokrata hölgyek színe-java a Deák téri szalonban rendelte a báli öltözékét.
Rotschild Klára egész életében azt az üzleti modellt vitte tovább, amivel a harmincas években a csúcsra jutott. Párizsba utazott, jó ízléssel megfigyelte a híres divatházak modelljeit, majd ezeket adaptálva, időnként lemásolva megalkotta a saját ruhakínálatát. Nagyon jó szeme volt a divathoz és az újdonságokhoz, a tökéletes másolatok és adaptációk mellett a kollekciók összeállításában saját kreációkat is szerepeltetett. Ennek ellenére sokszor vádolták azzal a háború után, hogy csak leutánozza a párizsi divatot, pedig pusztán a jól bevált pesti szabó gyakorlatot folytatta tovább.

## A háborús időszakban
Felsőbb kapcsolatainak köszönhetően az árjásítási törekvések és a zsidóüldözés idején sem kellett feladnia szalonját. Rotschild Klára gyakran megfordult a svéd diplomata Raoul Wallenberg irodájában, ahol családjának és másoknak is menlevelet szerzett, illetve ennek a kapcsolatnak köszönhető, hogy Benczúr utcai otthonuk épületét csillagos házzá nyilvánították. Ő maga még a harmincas években áttért a református vallásra, a férjét azonban a vészkorszakban nem sikerült megmentenie. A családjából édesanyja még 1930-ban rákbetegség és elhízás következtében halt meg, nővérei, húga, Zsuzsi nevű féltestvére és édesapja is túlélték a holokausztot.
A háború után a negyvenkilences államosítási hullám a ruhaszalonokat sem kímélte, ekkor Rotschild Klára egy darabig biztosítási ügynökként dolgozott. Később Bognár József belkereskedelmi miniszter személyében megtalálta azt az embert, aki még az ötvenes években segítséget nyújtott neki divatüzletének feltámasztásában. A kommunista fordulat után a békebeli régi neves szalonosok közül egyedül ő nyerte vissza vezető pozícióját, és vezethette az első számú állami haute couture szalont a Váci utcában, amely a Kádár-korszakban végig a politikai, szellemi elit, valamint a művészvilág asszonyainak luxusüzleteként működött.

## A szocialista években
Állami pénzen évente kétszer Párizsba utazott inspirálódni, ötvenhatban megjelent első divatjelentése az Ez a Divat című folyóiratban, majd ugyanebben az évben megnyílt művészeti vezetésével a Különlegességi Női Ruhaszalon. A Kádár-korszak első szépségversenyén ő volt a zsűrielnök, az 1958-as brüsszeli világkiállításon (Expo ’58) pedig már kollekcióját is bemutathatta.
A divatház kiemelt törzsvevője volt többek között a jugoszláv államelnök, Josip Broz Tito neje, Jovanka, akinek saját próbababája is volt az üzletben, és aki szoros barátságot ápolt Klára asszonnyal, bár nem értették egymás nyelvét. Tőle kapta Vogi nevű fehér uszkárját (Vogue becézve) egy csokor orchideával, amikor Cigi nevű fekete uszkárja (alias Cigány) elpusztult. De a diplomatafeleségeken, jómódú orvosnőkön és ügyvédnőkön kívül a szalonban varratott ruhát Honthy Hanna, Gábor Zsazsa, Tatyjana Szamojlova, Váradi Hédi, Psota Irén, Darvas Lili, Halász Judit, Fischer Annie zongoraművész és Kovács Margit keramikus is. A vevők sorából nem maradhatott ki a pártfőtitkár neje, Kádár Jánosné sem, aki majdnem mindig drapp, barna vagy sötétkék színű, egyszerű szabású kosztümöt csináltatott magának.
A Rotschild divatbirodalomnak a Kádár-rendszer szocialista tervgazdálkodásában nem akadt versenytársa. A csillogó szalon a vasfüggöny mögött egyfajta cukormázas zárványként és kirakatként működött, „a mi Rotschildunk” (bár Klára asszonyt semmilyen rokoni szál nem fűzte a dúsgazdag bankárfamíliához) hozzátartozott a rezsim országimázsához a barackpálinka és a gulyásleves mellett.
Rotschild Klára általában Chanel-stílusú kosztümben járt, idősen is fűzőt és különleges tervezésű szemüvegkereteket hordott. Vendégszeretete és humorérzéke legendás volt, kéthetente kártyás összejöveteleket tartott a barátaival. A lóversenyre is gyakran kilátogatott, és megesett, hogy egy lovon sokat vesztett.
Évi két divatbemutatóját legtöbbször a Gundelben tartotta, de rendeztek divatseregszemlét a Royal Szállóban, a Gerbaud-ban és a Duna Intercontinentalban is.
1971-ben Losonczi Páltól átvehette a Munka Érdemrend aranyfokozatát.

## Halála

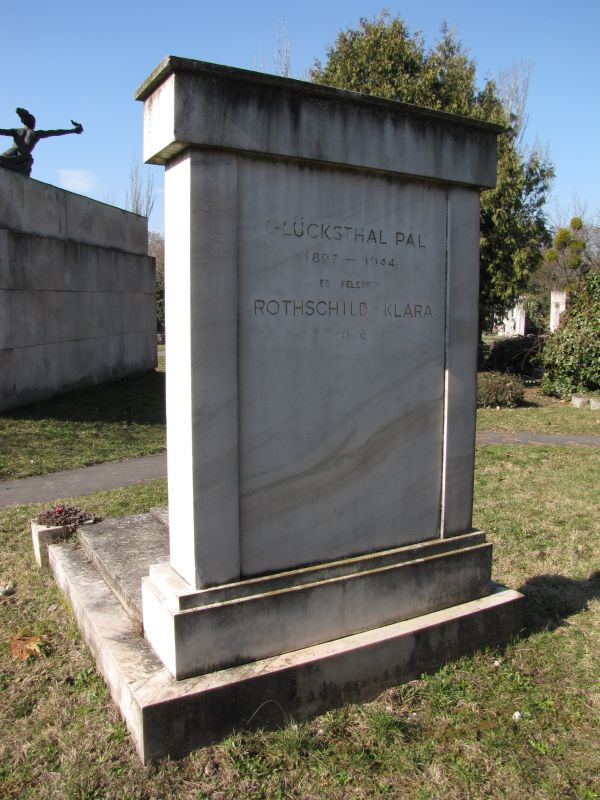
Sírja a Fiumei úti sírkertben

1976 szeptemberében káprázatos divatbemutatót tartott a Gundelban, de ekkor már iszonyú fájdalmak gyötörték sikertelen fogbeültetése miatt.
November 13-án öngyilkos lett, Petőfi tér 3. szám alatti lakásának konyhaablakából ugrott ki, a hetedik emeletről a ház belső udvarába.

## Emlékezete
Ruhatervező iskolát neveztek el róla: Rotschild Klári Ruhatervező Magániskola. Kicsi iskoláról van szó, de hagyományteremtő és az „haute-couture” magyarországi iskolájaként tartják számon. Ezt az oktatási intézményt jobb keze, Oravetz Gréti alapította, azzal a szándékkal, hogy a varrás legmagasabb művészetét, az „haute-couture” tudást továbbadja, amelyet maga Rotschild Klára is képviselt.
A Gólem Színházban 2021. január 28-án bemutatták Németh Virág Szalonklára című darabját, melyben Sipos Vera Rotschild Klára életét eleveníti meg.

## Kiállítás a Magyar Nemzeti Múzeumban
A Magyar Nemzeti Múzeum 2019. november 16-án nyitotta meg a Rotschild Klára – Divatkirálynő a vasfüggöny mögött című időszaki kiállítását. A Rotschild-projekt kurátora, Simonovics Ildikó divattörténész sok éven keresztül kutatta a témát, eredményeit többek között a Rotschild Klára – A vörös divatdiktátor című kötetben publikálta. A kiállításban munkatársak, kliensek, családtagok, személyes tárgyak, archív fotók és mozgóképek, valamint a szalonban készült ruhák vallanak tulajdonosuk, főszereplőjük és tervezőjük életéről, megörökítve a magyar divattörténet egy fontos, 20. századi epizódját, egy igazi női sikertörténetet az utókor számára.